# Aguirre (саундтрек)
Aguirre — сьомий альбом німецького гурту Popol Vuh, що був використаний як саундтрек до фільму Вернера Герцога «Агірре, гнів божий» і випущений окремо у 1975 році. Цей альбом започаткував багаторічну співпрацю між гуртом і Вернером Герцогом.

## Характеристика
На відміну від багатьох саундтреків до фільмів, Aguirre справді витримує перевірку часом як самостійний альбом, незалежний від контексту фільму. Музика Popol Vuh чудово працює у форматі «пасивного прослуховування», проте, якщо приділити їй більше уваги, вона здатна викликати потужні образи, які не обов'язково пов'язані з фільмом. Її трансцендентний настрій відчувається вже з першого треку Aguirre I, що починається з майже ангельського звучання, але поступово загострюється, набуваючи темнішого, навіть зловісного характеру.
Далі Popol Vuh занурюють слухача в оманливе відчуття безпеки з Morgengruss II — красивою, розслабленою композицією з чудовими дзвінкими гітарними акордами. Але потім альбом повертається до незавершеної справи першого треку з Aguirre II. Ця композиція починається так само, як і Aguirre I, але цього разу зловісну, потойбічну атмосферу замінює набагато більш оптимістичне й піднесене електрогітарне соло. Такий відгук на перший трек можна розглядати як своєрідну винагороду для слухача, який пережив похмуру та лякаючу подорож Aguirre I, а тепер отримує за свою витривалість спокійнішу та світлішу музику.
Наступний трек, Agnus Dei починається з гобойного соло. Проте ця мелодія майже непомітно переходить у більш жорстке, «панкове» звучання, що нагадує Патті Сміт, а потім зливається з м'якішим тембром гобоя, ймовірно флейти, електрогітари та ударних, створюючи глибоко заворожливий звук, який несподівано працює просто блискуче.
Найбільша композиція Vergegenwärtigung — майже 17-хвилинний трек, який більше нагадує звукову інсталяцію, що могла б супроводжувати певний аспект сучасної арт-виставки, та створює примарну атмосферу, завдяки своєму «вітряному» звучанню, отриманому за допомогою синтезатора. Вона додає альбому моторошного настрою, що заслуговує на захоплення як стильове відхилення від трьох попередніх треків.
Aguirre III нарешті витягує слухача з похмурого світу, в який міг занурити Vergegenwärtigung. І хоча композиція зберігає певну тривожність у своєму звучанні, вона значно активніша та динамічніша, дозволяючи відчути, що альбом і подорож, яку він пропонує, нарешті підходять до свого завершення. Загалом, хоча назвати цей альбом зразком ембієнтної музики важко, його головна сила — у здатності занурити слухача в звукову подорож. Подібно до того, як Браян Іно працював над ембієнтною частиною альбому «Heroes» Девіда Бові, композитори Aguirre продемонстрували справжню музичну майстерність.

## Трек-лист
Усі треки були написані Флоріаном Фріке, окрім «Morgengruß II», створеним Даніелем Фіхельшером:
1. «Aguirre I (L'Acrime Di Rei)» — 7:22
2. «Morgengruß II» — 2:55
3. «Aguirre II» — 6:15
4. «Agnus Dei» — 3:03
5. «Vergegenwärtigung» — 16:51

Бонус-трек на перевиданні 2004 року
1. Aguiire III — 7:16

## Виконавці
- Флоріан Фріке – фортепіано, синтезатор Moog, хор-орган.
- Даніель Фіхельшер – електрогітара, акустична гітара, барабани.
- Джонг Юн – вокал
- Роберт Еліску – гобой, сопілка, флейта.
- Holger Trülzsch, немає в титрах – Африканська та турецька перкусія.
- Конні Вейт (не в титрах, але вважається, що він присутній) – Електрогітара.

## Кавер-версії
- Dernière Volonté – «Der Zorn Gottes» з альбому Le Feu Sacré